# Апсолвентско путовање
Апсолвентско путовање (енгл. College Road Trip) амерички је породични филм из 2008. године. Режију потписује Роџер Камбл, док главне улоге глуме Мартин Лоренс, Рејвен-Симон и Дони Озмонд. Прати тинејџерку Мелани Портер која са својом породицом, укључујући свог оца који је превише заштитнички настројен, одлази на пут како би разгледала различите универзитете и одлучила који од њих ће уписати.

## Радња
Мелани Портер (Рејвен-Симон) једва чека свој први велики корак ка независности јер планира „искључиво женско” путовање на коме ће обићи перспективне универзитете. Али када њен претерано брижни отац Џејмс (Мартин Лоренс) инсистира да је прати, њено путовање из снова се убрзо претвара у кошмарну авантуру пуну незадовољства и несреће.

## Улоге
| Глумац          | Улога         |
| --------------- | ------------- |
| Мартин Лоренс   | Џејмс Портер  |
| Ким Витли       | Мишел Портер  |
| Рејвен-Симон    | Мелани Портер |
| Јшаја Дрејпер   | Треј Портер   |
| Дони Озмонд     | Даг Гринхат   |
| Моли Јефрем     | Венди Гринхат |
| Бренда Сонг     | Ненси Картер  |
| Марго Харшман   | Кејти         |
| Арнетија Вокер  | баба Портер   |
| Винсент Пасторе | Фреди         |
| Лукас Грабил    | Скутер        |